# شوتو
شوتو (انگلیسی: Shooto) شرکت تبلیغات ورزشی ژاپنی است، که در سال ۱۹۸۵ توسط ساتورو سایاما تأسیس شد.